# Tracce (periodico)
Tracce - litterae communionis è un mensile italiano del movimento di Comunione e Liberazione. Tracce è una rivista internazionale tradotta in 7 lingue.

## Storia
La rivista iniziò come CL, cambiato nel 1977 in Litterae Communionis e continuò nel 1993 come Tracce - litterae communionis. Nel 1997 esce la prima edizione in spagnolo, Huellas. La versione inglese iniziò nel 1999 come Traces. Dal 2000 viene pubblicata in russo (След) e in francese (Traces), nel 2002 in tedesco (Spuren) e dal 2003 nel polacco (Ślady) e nel portoghese (Passos). In quell'anno durante il Meeting di Rimini viene discussa la diffusione di Tracce nel mondo, soprattutto in Sud America e in Russia. Dal 2014 la versione inglese della rivista viene solo pubblicata online. Dal maggio 2018 il mensile si dedica di più ad approfondimenti in un approccio tematico.

## Ricerche
Tracce (soprattutto la versione inglese) è stata usata come fonte per ricerche sociologiche sul campo della religione e i rapporti sociali. In particolare è stata studiata per il rapporto tra le strutture politiche e movimenti religiosi, tra i quali Comunione e Liberazione (CL). Tracce è stata citata per esempio anche in uno studio dell'organizzazione di CL in America Meridionale, e per il ruolo di Maria nel movimento di CL.

## Direttori
- Robi Ronza (1977-1981)
- Maurizio Vitali (1981-1989)
- Pigi Colognesi (1989-1993)
- Davide Rondoni (1993-1994)
- Alberto Savorana (1994-2008)
- Davide Perillo (2008-2020)
- Alessandra Stoppa (2021-2025)
- Stefano Filippi (dal 2025)

## Diffusione
Diffusione secondo i dati dell'ADS:
- 2003 : 45.868
- 2005 : 63.923
- 2010 : 47.908
- 2013 : 44.925